# Soyons
Soyons é uma comuna francesa na região administrativa de Auvérnia-Ródano-Alpes, no departamento de Ardèche. Estende-se por uma área de 7,9 km². Em 2010 a comuna tinha 2 318 habitantes (densidade: 293,4 hab./km²).